# Samantha Kerr (labdarúgó, 1999)
Samantha Kerr (1999. április 17. –) skót női válogatott labdarúgó. A skót bajnokságban érdekelt Rangers középpályása.

## Pályafutása

### Klubcsapatokban
2016. január 25-én a Glasgow City csapatához igazolt. 2020 nyarán előzetes szerződést kötött a Rangers csapatával, majd 2021 januárjában aláírt.

### A válogatottban
A skót válogatott valamennyi korosztályos csapatában szerepelt. A felnőttek közé első alkalommal az Egyesült Államok elleni barátságos mérkőzésre hívta be Shelley Kerr szövetségi kapitány, azonban lehetőséghez nem jutott.
A Pinatar-kupán Martha Thomas cseréjeként léphetett első alkalommal a válogatott színeiben pályára az Ukrajna elleni barátságos találkozón 2020. március 4-én.

## Sikerei, díjai

### Klubcsapatokban
Skót bajnok (4):
- Glasgow City (4): 2016, 2017, 2018, 2019

 Skót kupagyőztes (1):
- Glasgow City (1): 2019

### A válogatottban
Skócia
- Pinatar-kupa győztes: 2020